# Geaya davisi
Geaya davisi is een hooiwagen uit de familie Sclerosomatidae.